# Леписмиум
Леписмиум, также Лепизмиум (лат. Lepismium) — род эпифитных растений семейства Кактусовые (Cactaceae), распространённых в тропических лесах Южной Америки. Включает около 10 видов. В систематическом отношении Леписмиум близок к роду Рипсалис (Rhipsalis).
Некоторые виды культивируются. Несколько видов занесено в Красную книгу Международного союза охраны природы (МСОП).

## Название
Научное название рода происходил от латинского слова lepis («чешуйка») и обусловлено чешуйками, присутствующими в ареолах растений этого рода.

## Биологическое описание

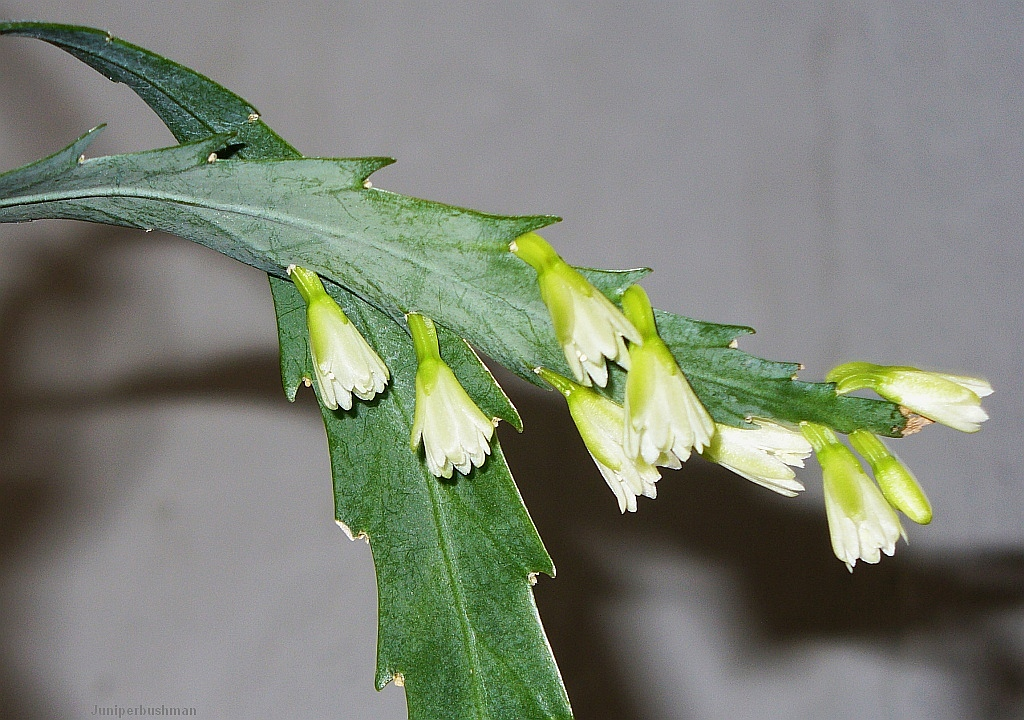
Цветущий Lepismium houlletianum

Представители рода — эпифитные кустарнички с воздушными корнями. Ареолы у представителей рода погружены в ткань стеблей глубоко — в отличие от рипсалисов, у которых ареолы расположены на поверхности. Стебли — с различным числом крыльев и с различной степенью мясистости, в том числе совершенно плоские, листовидные (у Lepismium houlletianum).
На самых молодых побегах растений (например, у Lepismium houlletianum) под микроскопом можно обнаружить рудиментарные листья, похожие на крошечные чешуйки.
Цветки и плоды мелкие.

## Культивирование
Некоторые виды культивируются. Агротехника сходна с таковой у растений рода Рипсалис.
См. раздел «Культивирование» статьи «Рипсалис».

## Виды
По информации базы данных The Plant List (2013), род включает 8 вида:
- Lepismium brevispinum Barthlott
- Lepismium cruciforme (Vell.) Miq. — Леписмиум крестовидный [syn.  Lepismium commune Pfeiff. typus[~ 1]]
Один из наиболее часто культивируемых видов леписмиума; лазящий кустарничек длиной до 60 см с трёх- или четырёхкрылыми побегами, белыми цветками и фиолетовыми плодами[1]. Аргентина, Бразилия, Парагвай. Вид занесён в Красную книгу МСОП, охранный статус таксона — «вызывающие наименьшие опасения» (LC)[6]
- Lepismium houlletianum (Lem.) Barthlott — Леписмиум Гуллета[4]
Растение с плоскими листовидными побегами, белыми цветками[4]. Аргентина, Бразилия. Вид занесён в Красную книгу МСОП, охранный статус таксона — «вызывающие наименьшие опасения» (LC)[7]
- Lepismium lineare (K. Schum.) Barthlott
- Lepismium lumbricoides (Lem.) Barthlott
Аргентина, Бразилия, Парагвай, Уругвай. Вид занесён в Красную книгу МСОП, охранный статус таксона — «вызывающие наименьшие опасения» (LC)[8]
- Lepismium mataralense (F. Ritter) Supplie
- Lepismium micranthum (Vaupel) Barthlott
- Lepismium warmingianum (K.Schum.) Barthlott — Леписмиум Варминга[9]
У растений этого вида воздушные корни развиты чрезвычайно обильно[9]. Аргентина, Бразилия, Парагвай. Вид занесён в Красную книгу МСОП, охранный статус таксона — «вызывающие наименьшие опасения» (LC)[10]

Ещё более 15 видовых названий этого рода имеет в The Plant List (2013) статус unresolved name, то есть относительно этих названий нельзя однозначно сказать, следует ли их использовать как названия самостоятельных видов — либо их следует свести в синонимику других таксонов.

## Комментарии
1. 1 2  Сведения о роде Lepismium (англ.) в базе данных  Index Nominum Genericorum Международной ассоциации по таксономии растений (IAPT).  (Дата обращения: 25 января 2018). Типом рода является избыточное название Lepismium commune Pfeiff., nom. illeg. (Cereus squamulosus Salm-Dyck ex DC.). Последнее название отвергуно в пользу более позднего гомотипичного синонима Lepismium cruciforme (Vell.) Miq.[11]